# Геологія Танзанії
Геології Танзанії почала формуватися в докембрії, в архейській і протерозойській ерах, у деяких випадках понад 2,5 млрд років тому. Магматичний і метаморфічний кристалічний фундаментний камінь утворює архейський тазанський кратон, який оточений протерозойським вендіанським поясом, поясом Мозамбік і поясом Карагве-Анколе. У регіоні спостерігається загибель земної кори під час палеозою та мезозою, оскільки масивна Кару Супергрупадепонований. Протягом останніх 100 мільйонів років Танзанія пережила відкладення морських осадових порід уздовж узбережжя та формування рифтових угруповань, що призвело до виникнення великих рифтових озер. Танзанія має великі, але погано досліджені і експлуатовані природні ресурси, включаючи вугілля, золото, діаманти, графіт і глини.

## Стратиграфія та геологічна історія
Найдавніші докембрійські породи в Танзанії утворюють стійку континентальну кору Танзанії Кратон і датують Архея більш ніж 2,5 млрд. Років тому. Кратон включає пережитки двох архейських орогенних поясів, пояса Додоман у центральній Танзанії, і Ньянзян-Кавірондіан на півночі. Залишки цих двох поясів виробляють лінзи осадових і вулканічних порід в межах гранітів і мігматитів. Пояс Додомана простягається на 480 кілометрів, розширюючись на захід і складається зі смугастих кварцитів, аплит, серицитових сланців, пегматитів і чавунів.
Nyanzian пояса, навпаки, в основному кислоти і основний базальт, долерит, трахіт, ріолітовая і туф в розділених зонах на півдні і сході озера Вікторія. Система Кавірондіан тісно пов'язана з Ньянзіаном, але розділена невідповідністю і зоною інтенсивної деформації. Kavirondian, як вважає, залишки меляси, що утворена Nyanzian, про що свідчить осадові породи, такі як аргіліти, конгломерат, а також вулканіти і зернистістю.

### Протерозою (2,5 мільярда-541 мільйон років тому)
Ubendian пояс є високоефективним метаморфизованние і служіння метаморфічна зона з інтрузивних гранітів південно — захід від Танзанії кратона, розпаралелювання озеро Танганьїка і Руква. Ймовірно, він утворився в палеопротерозої. Більшість порід у поясі є пелітовими або різними типами вулканічних порід. У поясі поширені гнейси, рогова обманка, біотит, гранат і кіаніт.
Північно-західна Танзанія має мезопротерозойський пояс Karagwe-Ankole, з аргілітом, помірно метаморфізованим філітом, кварцитами і серицитовими сланцями. Здебільшого, пояс тільки помірно складений, хоча деформація зростає поблизу гранітних інтрузій. Пояс пов'язаний з конгломератами серії Bukoban, постільними пісковиками і базальтовими потоками, які простягаються від кордону Уганди і закінчуються на розломі Руква.
Мозамбік Пояс являє собою структурно і метаморфічні комплекс террейн, який примикає до краю Танзанії кратона і формується під час неопротерозой. Формування поясу пов'язане з поширеним панафриканським орогенезом, більшість гірських порід — високометаморфізований піроксен — гнейс, чарнокіт, біотит, рогова обманка. У ньому також міститься менша кількість графітових сланців, кварцитів і кристалічних вапняків.

### Палеозою (541—251млн років тому)
Під час палеозою, після Панафриканської орогенії і формування суперконтиненту Гондвана, Мозамбіцький пояс випробував мільйони років ерозії. Цей ерозійний період продовжувався, коли Гондвана приєдналася до Euramerica, щоб стати суперконтинентом Пангеї.

### Мезозойсько-кайнозойський (251млн років тому— донині)
У мезозої велика рифтова долина, що охоплює сьогодні південну Африку і Південну Америку, почала заповнюватися відкладеннями, укладаючи перші кам'яні частини Кару-супергрупи — найбільшої стратиграфічної одиниці на півдні Африки. У регіоні Танзанії, розташованому в інтер'єрі Пангеї, супергрупа Кару депонована між пізньовугільним і ранньоюрським періодами, з послідовностями наземних відкладень. У цих відкладеннях утворюються різноманітні кам'яні одиниці, включаючи пісковики, конгломерати, толіти, сланці, червоні і сірі бруду і періодично вапнякові відкладення. Багато з канадських порід Танзанії з цього періоду містять скам'янілості рослин і тварин.
Внаслідок роздробленості Пангеї сучасний прибережний район Танзанії пережив довготривалі морські порушення, де зберігалися вапняки, мергелі, пісковики і сланці по всій пізній юрі, крейді і майже всім останнім 66 млн. Років кайнозою, аж до останні 2,5 млн років четвертин. В інтер'єрі, на початку Східної Африки, розлом створювалися великі рифтові прогини, які наповнювалися наземними відкладеннями. Карбонатні вулкани почали вивергатися в крейді, процес, що продовжувався в кайнозої.
Північ від озера Ньяса і озера Натрон поширені лужні вулканічні породи, включаючи олівіновий базальт, лужний базальт, нефелініт, фоноліт, трахіт і пірокластичні потоки з неогену.

## Тектоніка та вулканізм
Східно — Африканська рифтова система відіграє ключову роль в поточному день структурної геології Танзанії. Грабенські рифтові долини часто мають вулканізм, пов'язаний з ними. Західна рифта заповнена озером Танганьїка і озером Ньяса, а ділянка від озера Натрон до озера Ньяса є частиною Східної рифти (також відомої як Григорій Рифт). Озеро Руква та басейн Селус займають невеликі, допоміжні рифтові басейни. Структурні геологи виводять, що озеро Вікторія знаходиться в низькому напрямку в земній корі між двома основними розломами.
Ol Doinyo ленгала є єдиним у світі чинного вулканом з карбонатітовая лавою і в останній раз мав широкомасштабне виверження в 1966 році.

## Гідрогеологія
Неконсолідовані, приповерхневі аллювіальні водоносні горизонти, заряджаються з дощової води, поширені в прибережних дельтах і річкових долинах, середня глибина яких становить від 10 до 20 метрів, а глибина приблизно 200 метрів. У рівнині Санья та басейну Кахе навколо гори Кіліманджаро є суміш пірокластичних сміття потоку та алювіальних відкладень, що створює найкращий потенціал водоносного горизонту.
Прибережний осадовий водоносний горизонт зазвичай має товщину від 5 до 30 метрів, глибина води від 10 до 35 метрів нижче землі. Якість води змінюється, з періодичними проблемами нітратів і солоності і кращою продуктивністю від вапняку і пісковика, порівняно зі сланцем і мергелем. Водоносний горизонт пісковика Karoo не обмежений міжзернистим потоком і є також порівняно близьким до поверхні — свердловини рідко буряться на глибині понад 80 метрів.
Хоча часто спостерігається низька проникність, кристалічна підвальна скеля, що лежить в основі більшої частини країни, приймає підземні води в тріщинах і вивітрюваних шарах. Басейни Пангані мають високі вихідні смуги гнейсів і метаодієнтів, а також вивітрювані зони і розломи корінних порід у басейні Макутопурі. Водоліми підвалу, як правило, завтовшки 50 метрів.

## Геологія природних ресурсів
Танзанія має великі природні ресурси, хоча багато з них залишаються погано вивченими і недостатньо розвиненими. У країні є 300 кімберлітових місць, розташованих в межах 200 кілометрів від Shinyanga, на півночі. З них близько 20 % містять алмази. Близько 70 тонн золота було вироблено архейськими породами, неподалік від Гейта на озері Вікторія, а також протерозойських порід у районах Мпанда і Лупа.
Танзанія має деякі з найбільших вугільних родовищ у Східній Африці. Вугільна шахта в Ківірі, недалеко від озера Ньяса, виробляє 35 тис. Тонн вугілля на рік. У регіоні Монгоро є вапнякові, доломітові та білі мармурові родовища. Рідні долині озера і прибережні райони приймають погано експлуатовані епарити. Танзанія має значні ресурси глини, включаючи каолін і бентоніт. Каолінове родовище Пагу-Хілл лише частково експлуатується. До Танзанії приваблюють міжнародні компанії великими запасами графіту, сформованими в кианитових гнейсах і змінених рудних родовищах. Змінений тип руди містить крупні пластівці графіту, часто пов'язані з цаворітом і танзанітом.
Шахта фосфату на півночі, недалеко від Мінджінгу, припинила виробництво в 1990-х роках, перш ніж реабілітація почалася в середині 2000-х років. Через високу економіку зростання цемент для будівництва є важливим природним ресурсом. Танга Цемент має 40-відсоткову частку ринку, виробляючи 500 тисяч тонн цементу на рік з вапняків юрського періоду.

### Нафта і природний газ
Велике родовище природного газу було виявлено на острові Сонго Сонго, за 300 кілометрів на південний схід від Дар-ес-Салаама. Проте інші морські та берегові розвідки не дали жодних результатів.